# Äktenskap

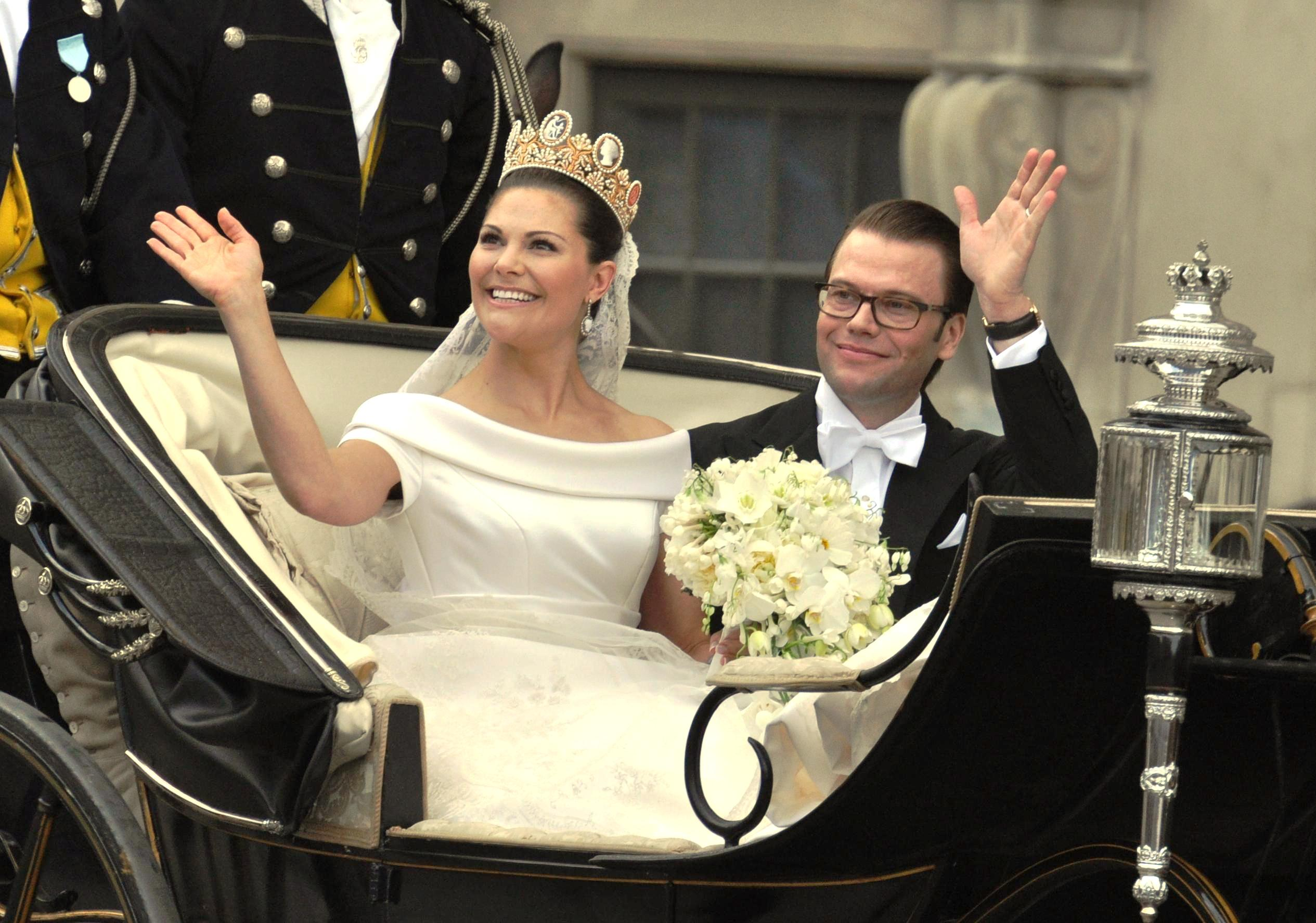
Bröllopet mellan kronprinsessan Victoria och Prins Daniel den 19 juni 2010.

Äktenskap är ett juridiskt och samhälleligt, samt ofta ett religiöst och andligt, avtal mellan samlevande personer. Äktenskap kan ingås religiöst eller borgerligt. Det varierar om en stat erkänner enbart monogama äktenskap mellan personer av olika kön, erkänner äktenskap mellan personer av samma kön (så kallat samkönat äktenskap) eller erkänner äktenskap för polygama förhållanden.

## Vigsel
Huvudartiklar: Vigsel och Bröllop

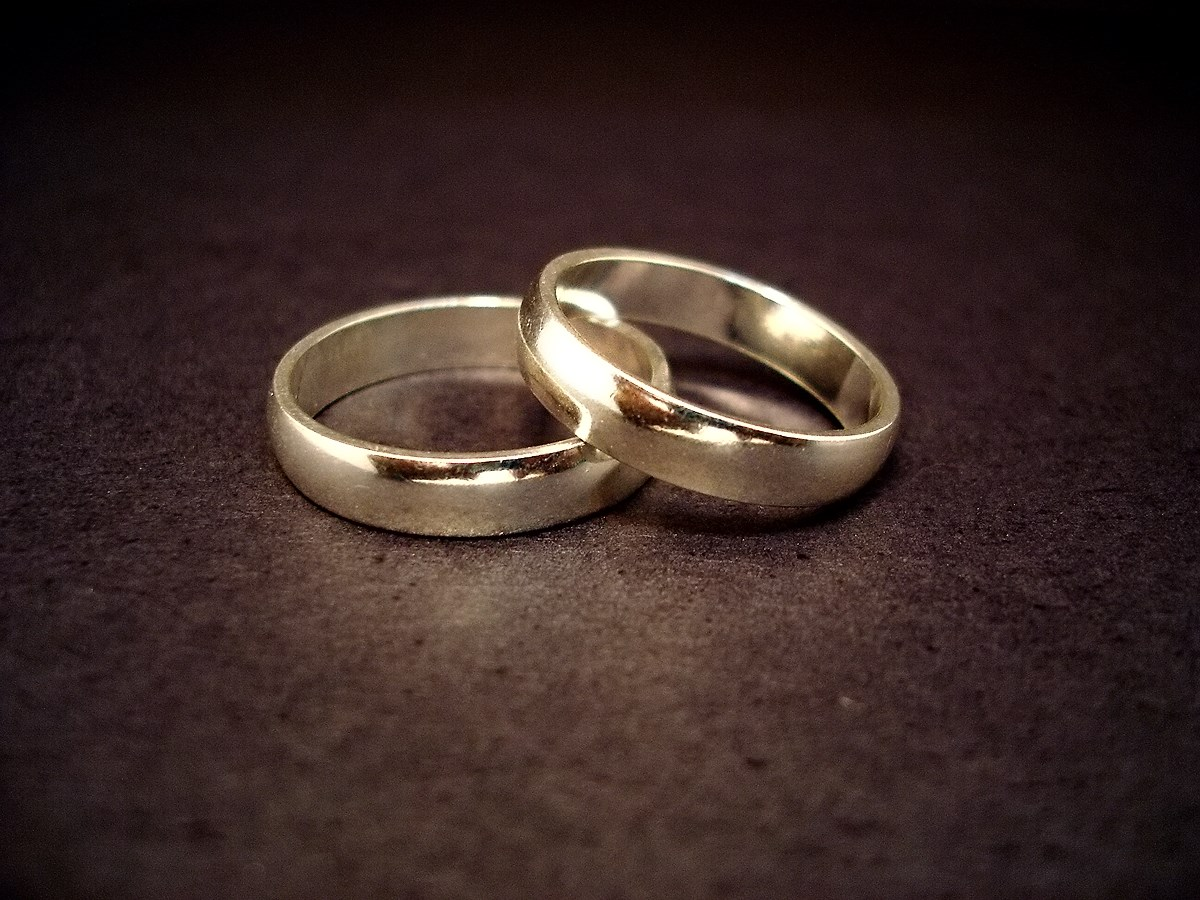
Två vigselringar.

Vanligtvis ingås äktenskapet i en särskild lokal, en kyrka, synagoga, moské, tempel eller motsvarande vad beträffar religiösa vigslar; på ett rådhus eller liknande för borgerliga vigselceremonier. Det varierar mellan stater om man anser att ett religiöst ingånget äktenskap också är civilrättsligt bindande eller om de som ingår ett sådant äktenskap också måste ingå ett borgerligt äktenskap för att relationen ska anses lagligt reglerad. Äktenskapets ingående omges av ritualer och festligheter. I Skandinavien under vikingatiden firades bröllop i flera dygn. Brudparets väg till äkta sängen skedde bröllopsfestens första kväll, då paret leddes till sängs, åtföljda av vittnen, något som underströk att den ingångna förbindelsen samtidigt var en privat och en samhällelig angelägenhet. Ännu under medeltiden existerade sängledningen som ritual, då även prästen kunde ingå i följet av vittnen.

## Äktenskap i olika samhällen
Grunden för att ingå äktenskap skiljer sig åt mellan olika kulturer. Inte sällan är äktenskapet ett från samhället eller staten mer eller mindre uttalat krav för sexuell samlevnad och familjebildning. I många nutida västerländska kulturer är det kravet mycket svagare, och äktenskap ingås istället ofta snarare av juridiska eller rent känslomässiga skäl, för att visa att man avser att leva med någon livet ut eller mycket länge. Särskilt när man pratar om den juridiska sidan av äktenskapet, händer det också att man säger att parterna ingår allians.
I en del kulturer fattas beslut om äktenskapet av föräldrarna när makarna är barn eller mycket unga, se barnäktenskap. Det förekommer också att brudgummen betalar en avgift till svärfadern för sin brud, se brudpris, eller att brudens föräldrar betalar brudgummens föräldrar för att de accepterar bruden alternativt betalar en hemgift för dottern till det nygifta paret. Barnäktenskap är förbjudet i många länder men praktiseras ibland ändå även i stater där det är förbjudet. Avtal om barnäktenskap, brudpris och hemgift är inte giltiga enligt västerländsk lagstiftning.   
I romersk-katolska kyrkan och de ortodoxa kyrkorna utgör äktenskapet ett sakrament. Äktenskap som sakrament är ett teologiskt begrepp som inte bör förväxlas med det civila äktenskapet.

## Andra orsaker till äktenskap
Konvenansäktenskap eller resonemangsparti kallas ett äktenskap som ingås och upprätthålls av rent rationella skäl istället för av kärlek. Denna typ av äktenskap grundar sig på saklig beräkning av exempelvis politiska, sociala eller ekonomiska fördelar.
Skenäktenskap är ett äktenskap där de som ingår äktenskapet inte har några planer på att leva tillsammans under äktenskapsliknande former. Ett motiv kan vara att en av parterna ska få uppehållstillstånd.

## Tvångsäktenskap
Tvångsäktenskap är äktenskap där en eller båda parter motvilligt ingår äktenskap. Tvångsäktenskap förekommer fortfarande i vissa delar av världen, speciellt i Sydasien och Afrika. Gränsen mellan tvångsäktenskap och ett med samtycke är ibland diffus, speciellt på grund av de sociala normer som föreligger inom dessa kulturer. Normerna i fråga neutraliserar att ingå äktenskap, exempelvis på grund av att individen förväntas tillgodose sin partners behov. Att ingå äktenskap kan därav ske motvilligt under omgivande press, även om det må se ut som att samtycke föreligger. Vidare kan ekonomiska aspekter, så som hemgift och brudköp, vara ytterligare faktorer som mer eller mindre tvingar en part att ingå äktenskap, varför beslutet om giftermål inte alltid tas av bruden och brudgummen. 
I vissa samhällen, speciellt från Centralasien till Caucasus till Afrika, förekommer fortfarande brudkidnappning. Ofta är det en man kidnappar en kvinna och tvingar kvinnan ingå äktenskap, vilket ibland inbegriper sexualbrott. Tidvis, i synnerhet förr, kunde grupper av män kidnappa ett flertal kvinnor åt gången. Legenden om Sabinskornas bortrövande är ett exempel på en sådan kidnappning, där männen och de kidnappade kvinnorna sägs ha kommit att bli Roms första befolkning.

## Könsneutrala äktenskap
En könsneutral äktenskapslagstiftning innebär att personer av samma kön kan ingå äktenskap på samma juridiska villkor som heterosexuella par. Könsneutrala äktenskapslagar finns i ett flertal länder i världen, även om det inte är det vanligaste. Det är en utveckling som skett de senaste tjugofem åren, tidigare var samtliga äktenskap i världen förbehållna par av olika kön.   

### Internationellt
Könsneutral äktenskapslagstiftning har införts i ett antal olika rättssystem. Årtalen när detta har skett är:   
- 2000 i Kanada (provinserna Ontario, Québec och British Columbia)[5]
- 2001 i Nederländerna[6]
- 2003 i Belgien [7]
- 2004 i USA (delstaten Massachusetts) och Kanada (delstaterna Quebec, Yukon, Manitoba, Nova Scotia, Saskatchewan, Newfoundland and Labrador)
- 2005 i Spanien[8] och Kanada (hela landet)[9]
- 2006 i Sydafrika
- 2008 i USA (delstaterna Iowa, Kalifornien (förbjudet senare samma år) och Connecticut)
- 2009 i Norge[10] och Sverige[9]
- 2009 i USA (delstaterna Maine (förbjudet senare samma år), New Hampshire och Vermont)
- 2010 i Portugal[9], Island[11] och Argentina[12], USA  (delstaterna New Hampshire, District of Columbia, Mashantucket Pequot Tribal Nation) och Mexiko (Mexican Federal District)
- 2011 i USA (delstaten New York och Suquamish Tribe)
- 2012 i Danmark[13], Brasilien (delstaterna Alagoas, Sergipe, Espirito Santo, Bahia, Sao Paulo och Piaui)och Mexiko (delstaten Quintana Roo)
- 2013 i Frankrike[14], Nya Zeeland, Uruguay och Brasilien[9]
- 2014 i Finland[15], Storbritannien (exkl. Nordirland)[9]
- 2015 i USA (samtliga delstater) [16], Irland och Luxemburg[9]
- 2016 i Colombia och Grönland[9]
- 2017 i Tyskland [17], Malta och Australien[9]
- 2018 i Mexiko (delstaterna Puebla, Chiapas och Oaxaca) Guernsey, Jersey och Bermuda (olagligt sedan 2023)
- 2019 i Österrike, Taiwan och Ecuador
- 2021 i Nordirland och Costa Rica
- 2022 i Chile, Schweiz, Slovenien, Kuba och Mexiko (hela landet)
- 2023 i Andorra

## Månggifte

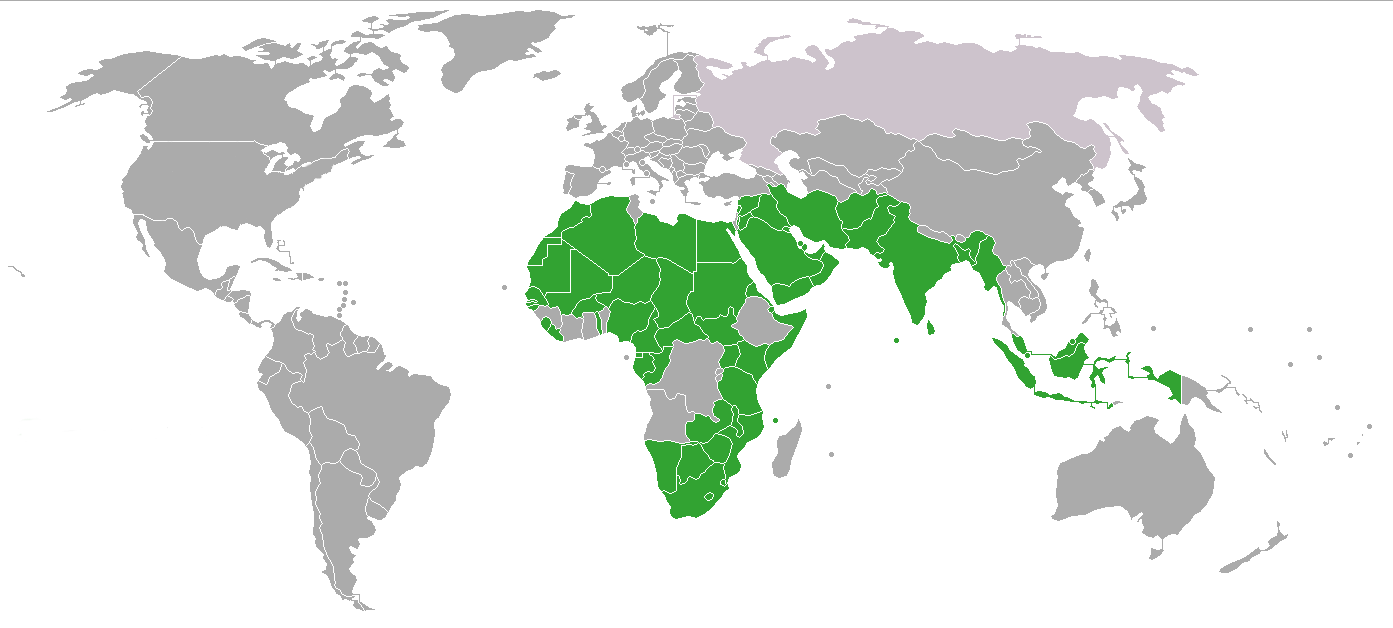
Länder som tillåter månggifte.

Polygama äktenskap inkluderar fler än två personer. I de samhällen och kulturer där polygami är tillåtet är det vanligen mannen som har flera fruar och inte tvärtom. Vanligen får en man i polygama samhällen inte förfördela någon av fruarna, även om de har olika rang beroende på om de är första, andra, tredje eller fjärde fru. Alla fruarna har rätt att få sina sexuella behov tillfredsställda och få barn tillsammans med mannen. I den händelse någon av fruarna avlider åligger det övriga fruar att ta hand om den avlidna kvinnans barn.    
Inom några religioner är månggifte tillåtet, dock inte inom kristendomen. Jesu Kristi kyrka av sista dagars heliga, eller mormonerna, tillät månggifte en period under 1800-talet, men har förbjudit och tagit avstånd från månggiftet sedan slutet av 1800-talet.    

### Månggifte i islamisk rätt
Månggiften där en man gifter sig med flera kvinnor förekommer i en del muslimska samhällen. Enligt Koranen 4:3 kan en muslimsk man gifta sig med upp till fyra kvinnor om han behandlar dem likvärdigt. Idag är det vanligt att muslimska kvinnor skriver in en klausul i sitt äktenskapskontrakt (aqd) för att försäkra sig om att mannen inte får ta fler fruar.

## Mänskliga rättigheter
Artikel 16 i FN:s deklaration om de mänskliga rättigheterna framgår att "Fullvuxna män och kvinnor har rätt att utan någon inskränkning med avseende på ras, nationalitet eller religion ingå äktenskap och bilda familj. Män och kvinnor skall ha samma rättigheter i fråga om äktenskaps ingående, under äktenskapet och vid dess upplösning. Äktenskap får endast ingås med de blivande makarnas fria och fulla samtycke. Familjen är den naturliga och grundläggande enheten i samhället och har rätt till samhällets och statens skydd”. Utöver de mänskliga rättigheterna regleras äktenskap av äktenskapslagar, vars utformning varierar mellan olika samhällen. Generellt ger lagarna båda parter i äktenskapet ansvar för varandras ekonomi, gemensamma barn och underhåll.